# Joseph Somers
Joseph Somers (Wommelgem, 29 mei 1917 - Antwerpen, 25 mei 1966) was een Belgisch wielrenner. 

## Biografie
Somers profcarrière duurde van 1936 tot 1950. Belangrijkste overwinningen waren Bordeaux-Parijs in 1937 en nogmaals in 1947, de GP des Nations in 1943 en het eindklassement van de Ronde van België in 1939.

## Belangrijkste overwinningen en ereplaatsen
1936

- 2e in Gent-Wevelgem
- 1e in de 5e etappe Tour de l’Ouest

1937

- 1e in de 4e etappe van de Ronde van België
- 1e in Bordeaux-Parijs

1938

- 1e in de 4e etappe, deel A, van de Ronde van België

1939

- 1e in de 6e etappe van de Ronde van Zwitserland
- 1e in de 7e etappe van de Ronde van Zwitserland
- 1e in de 4e etappe, deel A Ronde van België
- 1e in de 4e etappe, deel B Ronde van België
- 1e in de 5e etappe Ronde van België
- 1e in het eindklassement van de Ronde van België
- 1e in de 1e etappe van de Ronde van Luxemburg
- 6e in Luik-Bastenaken-Luik
- 3e bij het Nationaal Kampioenschap achtervolging op de baan

1941

- 1e in de Drie Zustersteden
- 3e bij het Nationaal Kampioenschap achtervolging op de baan

1943

- 1e in de GP van België
- 1e in de GP des Nations
- 6e in Luik-Bastenaken-Luik
- 2e bij het Criterium der Azen
- 2e bij het Nationaal Kampioenschap achtervolging op de baan

1944

- 1e in de GP van Wallonië

1945

- 1e in de 1e etappe Dwars door België
- 1e in Grote Prijs Memling

1946

- 4e in Luik-Bastenaken-Luik
- 1e in de Omloop der Vlaamse Ardennen
- 2e in Bordeaux-Parijs

1947

- 1e in Bordeaux-Parijs

1950

- 3e in Bordeaux-Parijs

## Resultaten in voornaamste wedstrijden
| Jaar | Gent-Wevelgem | Ronde van Vlaanderen | Luik-Bast.‑Luik | Waalse Pijl |
| ---- | ------------- | -------------------- | --------------- | ----------- |
| 1936 | Zilver        |                      |                 |             |
| 1937 |               |                      | 9e              |             |
| 1939 |               |                      | 6e              | 15e         |
| 1941 |               | 9e                   |                 | 17e         |
| 1943 |               |                      | 6e              |             |
| 1944 |               | 15e                  |                 |             |
| 1946 |               |                      | 4e              | 10e         |